# Ignazio Albertini

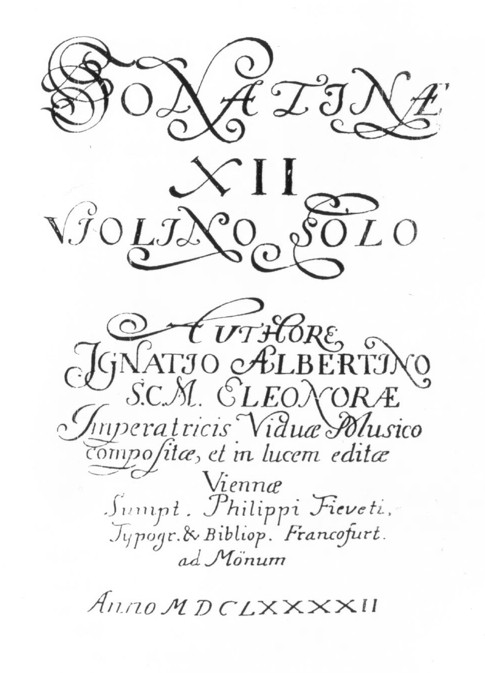
Titelsidan till XII Sonatinae, från 1692, den enda kända publicerade samlingen med musik av Ignazio Albertini

Ignazio Albertini (Albertino), född cirka 1644, död 22 september 1685, var en italiensk violinist och tonsättare under barocken.
Mycket lite är känt om Albertinis liv. Han omnämns första gången i ett brev från violinisten och tonsättaren Johann Heinrich Schmelzer till Furstbiskopen av Olomouc. Albertini hade uppenbarligen gjort sig skyldig till någon typ av yrkesmässig försummelse, men såväl Schmelzer som Furstbiskopen omnämner Albertini i goda ordalag. Korrespondensen kan dateras till september 1671, så vid denna tidpunkt uppehöll sig Albertini sannolikt i Wien, men vilken tjänst han då kan ha haft framgår inte. Han blev sedermera anställd som kammarmusiker av Eleanor Gonzaga, Ferdinand III:s änka och hade denna befattning till sin död 22 september 1685, då Albertini knivmördades. Omständigheterna kring mordet är okända.
Endast en publikation med musik av Albertini är känd, innehållande tolv Sonatinæ (sonater för violin och generalbas) publicerade postumt i Wien samt i Frankfurt 1692. Albertini arbetade själv med utgivningen av dessa sonater, men publiceringen kom inte till stånd före hans död. Detta kan till del bero på den höga kostnad som koppargravyr betingade vid denna tid. Albertinis sonater är uppbyggda av flera kortare och kontrasterande avsnitt och är mycket varierade i innehåll och struktur. Kompositionerna vittnar om goda kunskaper inom kompositionsteknik och kontrapunkt. Sonata IX utgörs exempelvis av en passacaglia där huvudsubjektet till del presenteras som en kanon i kvinten. Sonata XII består, till skillnad från de föregående verken, genomgående av imitativ sats. I flera av dessa sonater finns lyriska arior samt avsnitt med toccatakaraktär vilka ger prov på stylus phantasticus. Albertinis sonater ställer höga tekniska krav på utövaren, med flera snabba detacherade passager, stora hopp mellan registren samt dubbelgrepp.
Utöver de 12 Sonatinae finns även två ytterligare verk omnämnda i kataloger: Sonata hyllaris ex C à 10 (inventarieförteckning från 1699) och en fyrstämmig svit från 1683 innehållande sju satser.

## Verk
12 Sonatinae (Sonater), 1692
- Sonatina 1, d-moll
- Sonatina 2, F-dur
- Sonatina 3, h-moll
- Sonatina 4, c-moll
- Sonatina 5, A-dur
- Sonatina 6, D-dur
- Sonatina 7, a-moll
- Sonatina 8, d-moll
- Sonatina 9, B-dur
- Sonatina 10, e-moll
- Sonatina 11, g-moll
- Sonatina 12, a-moll